# Gengivectomia
La gengivectomia è l'escissione chirurgica della gengiva a livello dell'attacco, per ottenere la creazione di una nuova gengiva marginale.

## Indicazioni
Questa procedura è utilizzata per eliminare tasche gengivali o tasche parodontali, per procurare un accesso ai tessuti parodontali per interventi chirurgici, oppure per guadagnare l'accesso necessario alla rimozione del tartaro all'interno delle tasche gengivali.